# Першина (Пермский край)
Першина — деревня в Кудымкарском районе Пермского края. Входила в состав Белоевского сельского поселения. Располагается на левом берегу реки Кувы северо-западнее от города Кудымкара. Расстояние до районного центра составляет 21 км. По данным Всероссийской переписи населения 2010 года, в деревне проживало 38 человек (16 мужчин и 22 женщины).

## История
По данным на 1 июля 1963 года, в деревне проживало 195 человек. Населённый пункт входил в состав Кузьвинского сельсовета.